# Champdivers
Champdivers är en kommun i departementet Jura i regionen Bourgogne-Franche-Comté i östra Frankrike. Kommunen ligger i kantonen Chemin som tillhör arrondissementet Dole. År 2022 hade Champdivers 445 invånare.

## Befolkningsutveckling
Antalet invånare i kommunen Champdivers
Referens:INSEE